# نبرد پتسامو (۱۹۳۹)
نبرد پتسامو (انگلیسی: Battle of Petsamo) بین نیروهای فنلاند و اتحاد جماهیر شوروی سوسیالیستی در منطقه پتسامو در شمال فنلاند در سال‌های ۱۹۳۹ و ۱۹۴۰ رخ داد. تعداد نیروهای فنلاند بسیار بیشتر بود، اما به دلیل زمین و آب و هوای شدید نیروهای شوروی توانستند آنها را مهار کنند.